# 随伴現象説

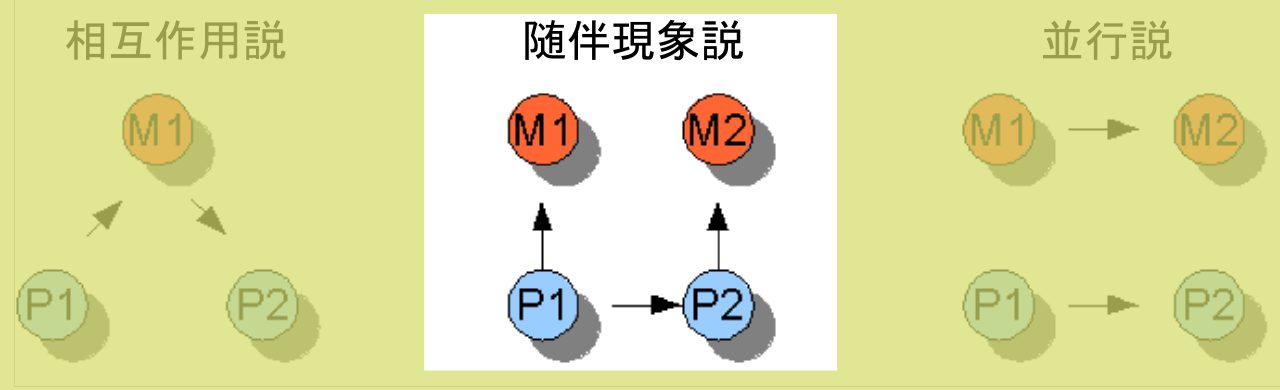
随伴現象説の説明。左からそれぞれ相互作用説、随伴現象説、並行説。Pは物理的(Physical)な状態、Mは心的(Mental)な状態を表す。

随伴現象説（ずいはんげんしょうせつ、Epiphenomenalism）とは、心の哲学において、物質と意識の間の因果関係について述べた形而上学的な立場のひとつで、『意識やクオリアは物質の物理的状態に付随しているだけの現象にすぎず、物質にたいして何の因果的作用ももたらさない』というもの。
物質と意識を別の存在であると捉える二元論の立場を取りつつ、意識の世界で起こる反応には、必ずそれに対応する物質的反応が存在するという考え方である。（この世で起こる物質的反応の全てにおいて、その場所に何らか意識が生じているかどうかという、逆の意味は有していない。）随伴現象説と対立する立場に相互作用説がある。

## 理解

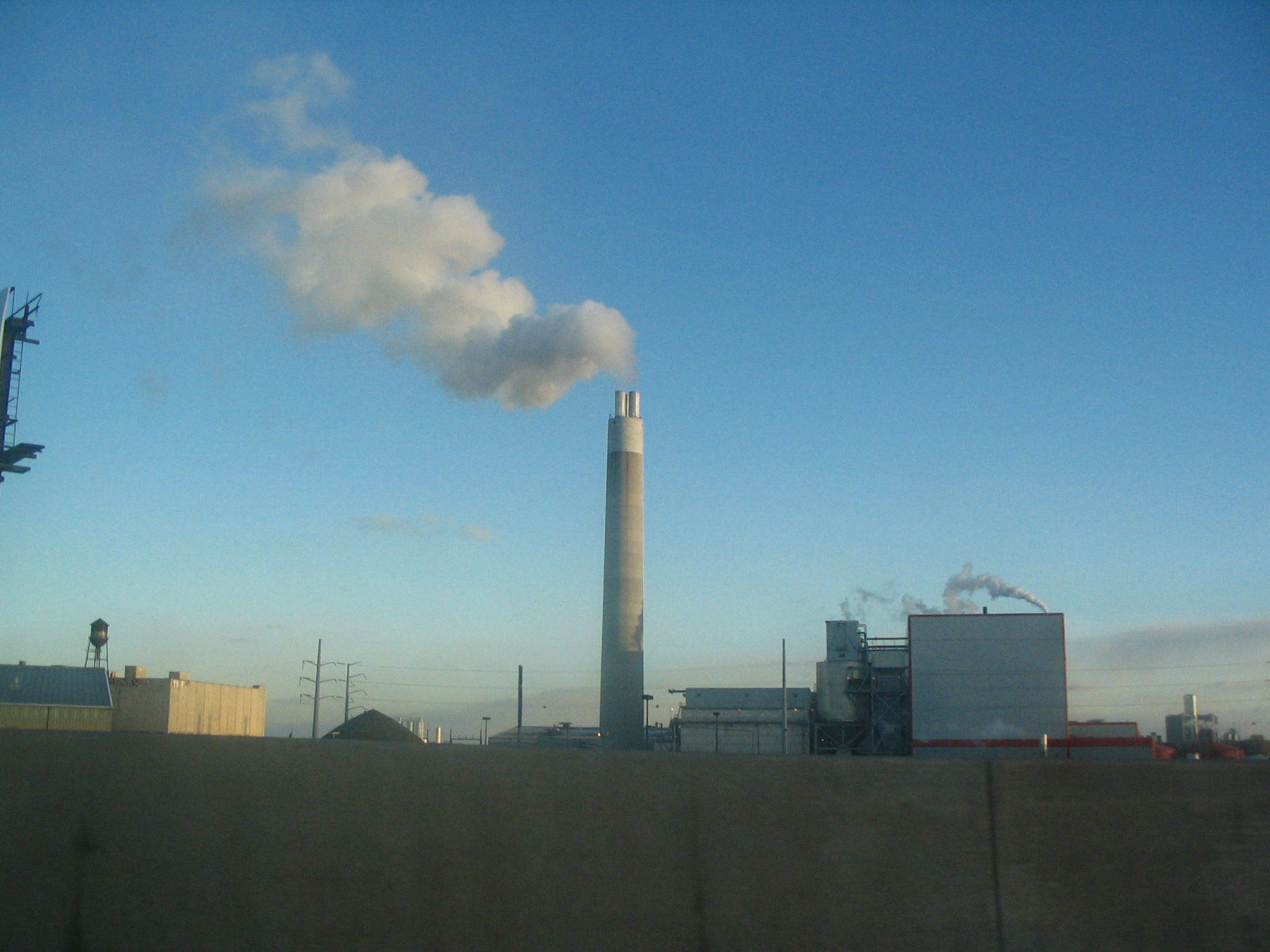
工場の稼動状況と、煙突から立ち上る煙の関係。

随伴現象説の考え方を説明する場合、たとえ話として、『工場と煙』の話が使われることが多い。ここでは煙突をもったある工場について考えられる。このとき工場の稼動状況と、煙はどんな関係にあるだろうか、という問いに始まる。
工場で生産を始めると煙突からは煙が昇り、生産を止めてしまえば煙も止まるだろう。つまり煙の状態は工場の生産状況によって決まる。
しかしこれと逆のことはあるだろうか？という問いに展開する。つまり煙が出てきた事が原因となって突然工場が生産を始めたり、煙がなくなったことが原因となって生産が勝手に止まるなどということがあるだろうか。こうした事は普通は起きないだろう。
つまりこの時、原因と結果のつながりは　工場から煙への一方向だけであり、煙から工場に対しては何の因果的作用もない。以上の関係をまとめると次のようになる。
- 煙の状態は工場の生産状況によって決まるが、煙は工場の生産状況に対して何の影響も及ぼさない。

随伴現象説は物質と意識に関して、これと同様の関係を主張する。つまり工場＝物質、煙＝意識、として上の文章を書き換えると、
- 意識の状態は脳の物理的な状態によって決まるが、意識は脳の物理的な状態に対して何の影響も及ぼさない。

となる。別な見方をすれば、意識の世界で起こる変化には、それに対応する脳の物理的化学的電気的な変化が必ず存在するということである。
上記が随伴現象説の主張である。

## 利点
随伴現象説は、物理世界は物理世界だけで因果的に閉じていると考える（専門的にいうならば随伴現象説は物理領域の因果的閉鎖性を前提としている）ため、物理学との相性はおおむね良い。随伴現象説を採用するならば、物理学の思考方法を改変したり・否定したりする必要は特になく、物理学の思考方法と戦う必要性がない。そのため科学的な素養を持っている人々からは受け入れやすい考え方となっており、例えば歴史的にはハクスレー、現代ならばチャーマーズや茂木健一郎などが随伴現象説の立場をとっている。ただ随伴現象説は二元論を前提としているため、今ある物理法則が全てで、それと異なる心的な存在などない、と考える唯物論の一部とは相性が悪い。

## 問題点
随伴現象説に関する問題点としては、次の二つがよく知られている。
ひとつめは次のようなものである。
- 意識が物理現象にたいして何の影響も及ぼさないなら、そんな意識などあってもなくても、どちらでも良いのではないか？

この考え方を如実に表したのが、哲学的ゾンビの話である。
意識というものがこの世にある必要を問うという哲学的問題につながるが、同程度に必要の無いものは、この世にいくらでもあるのであり、実用上の問題は無い。
もうひとつの問題点は
- 意識が物理状態に対して何の影響も及ぼさないなら、なぜ私達は意識やクオリアについて、語れているのか？

というものである。随伴現象説によれば、意識・クオリアの世界から物理現象の世界へ影響を与えることは決してない。意識・クオリアの世界にある情報を脳細胞はいったいどのようにして仕入れてきたのか？この問題は現象報告のパラドックスと呼ばれている。
随伴現象説を忠実に採用するならば、全てのクオリア及びクオリアの変化には、必ずそれに対応する物理状態及び物理状態の変化が必ず存在するわけであり、意識の世界だけで起きた反応というものは全く存在しないので、現象報告のパラドックスは存在しない。
私達が意識について語るとき、話し手の口が動き、空気が振動し、聞き手の鼓膜が揺さぶられる。これらは全て物理現象であり、私達が意識やクオリアについて「語れている」のは、意識の世界だけで起きた反応というものは存在せず、意識に対応する物理的状態の変動が必ず存在するからであると、随伴現象説では説明するのである。

## 関連文献
- 柴田正良「非法則論的一元論とエピフェノメナリズム (シンポジウム 心身問題)」『中部哲学会紀要』第28巻、中部哲学会、1996年3月、29-41頁、ISSN 09149015、NAID 120000807213。